# Hegba (Pouma)
Pour les articles homonymes, voir Hegba.
Hegba est un village de la Région du Littoral du Cameroun, situé dans la commune de Pouma. 

## Population et développement
En 1967, la population de Hegba était de 367 habitants. La population de Hegba était de 639 habitants dont 352 hommes et 287 femmes, lors du recensement de 2005.  